# Carlos Mayolo
Carlos José Mayolo Velasco, né le 10 septembre 1945 à Cali et mort le 3 février 2007 à Bogota, était un scénariste, un réalisateur et un acteur colombien. Il a également réalisé des séries télévisées.

## Filmographie en tant que réalisateur

### Films de fiction

#### Longs métrages
- Angelita y Miguel Ángel (1973), codirigé avec Andrés Caicedo
- Carne de tu carne (1983)
- La mansión de Araucaima (1986)

#### Courts métrages
- Cali de película (1972), codirigé avec Luis Ospina
- Asunción (1975), codirigé avec Luis Ospina
- Agarrando pueblo (1977), codirigé avec Luis Ospina
- Aquel 19 (1985)
- Leyendas del mundo: La madremonte (1986), codirigé avec Raoul Held

### Documentaires
- Quinta de Bolívar (1969)
- Iglesia de San Ignacio (1970)
- El basuro (1970), codirigé Arturo Alape, José Vejarano et Hernando González
- Monserrate (1971), codirigé avec Jorge Silva
- Oiga vea (1971), codirigé avec Luis Ospina.
- Contaminación es (1975)
- La hamaca (1975)
- Sin telón (1975)
- Rodillanegra (1976)
- Cali, cálido, calidoscopio (1985)

### Séries télévisées
- Azúcar (1990)
- Laura por favor (1991)
- Litoral (1992)
- La otra raya del tigre (1993)
- Hombres (1996)
- Brujeres (2000)

## Filmographie en tant qu'acteur
- Pura sangre (1982)
- En busca de María (1985)
- Mi alma se la dejo al diablo (1987)
- Cobra verde (1987)
- El brillante de Fondclair (2003)